# Psittacanthus mexicanus
Psittacanthus mexicanus är en tvåhjärtbladig växtart som först beskrevs av Presl och Julius Hermann Schultes, och fick sitt nu gällande namn av George Don jr. Psittacanthus mexicanus ingår i släktet Psittacanthus och familjen Loranthaceae. Inga underarter finns listade i Catalogue of Life.